# Suarezia (Scleropactidae)
Suarezia là một chi động vật chân đều trong họ Scleropactidae.

## Các loài
- Suarezia differens
- Suarezia heterodoxa